# Obed Kofi Sam
Obed Kofi Sam (* 1. Februar 1998) ist ein ghanaischer Fußballspieler.

## Karriere
Obed Kofi Sam unterschrieb im Januar 2020 einen Vertrag in Sekondi-Takorad bei Sekondi Hasaacas. Ende Oktober 2020 wechselte er zum Erstligisten Karela United FC. Für den Verein aus Aiyinase bestritt er zehn Erstligaspiele. Am 1. Oktober 2021 kehrte er zu Sekondi Hasaacas zurück. Hier stand er bis Ende 2022 unter Vertrag. Im Dezember 2022 unterschrieb er einen Vertrag beim thailändischen Zweitligisten Nakhon Pathom United FC. Am Ende der Saison 2022/23 feierte er mit dem Verein aus Nakhon Pathom die Meisterschaft und den Aufstieg in die erste Liga. Für den Verein aus Nakhon Pathom bestritt er sieben Zweitligaspiele. Im Sommer 2023 wurde sein Vertrag nicht verlängert. Zu Beginn der Saison 2023/24 wechselte er zum thailändischen Thai League 3Drittligisten Navy FC. Mit dem Verein aus Sattahip spielt er in der Eastern Region der Liga. Nach einer Spielzeit, in der er 16 Ligaspiele bestritt, wurde sein Vertrag im Sommer 2024 nicht verlängert.

## Erfolge
Nakhon Pathom United FC
- Thailändischer Zweitligameister: 2022/23  ▲